# Percy Hetherington Fitzgerald
Percy Hetherington Fitzgerald, född 1834 på Irland, död 1925, var en brittisk författare.
Fitzgerald, som länge praktiserade som advokat, utgav en stor mängd romaner och biografier. Bland romanerna, vilka röjer påverkan av såväl Dickens som de senare sensationsnovellisterna, märks Fatal zero, The bridge of sighs, Bella Donna, The sword of Damocles, Never forgotten (1865), Diana Gay (1868), och The middle-aged lover (1873) de mest bekanta. Bland biografierna kan nämnas: The life of Sterne (1864; ny upplaga 1896), Charles Lamb (1866), Charles Townshend (1866), The life of David Garrick (1868; ny upplaga 1899), konstnärsfamiljen The Kembles (1871), Life and adventures of Alexander Dumas (1873), George IV (1881), William IV (1884) och Sheridan (1887).